# Авсеенко, Лидия Васильевна
Лидия Васильевна Авсеенко (бел. Лідзія Васільеўна Аўсеенка; род. 10 января 1914, Заборье, Могилёвский район) — советская работница сельского хозяйства, Герой Социалистического Труда(1949).

## Биография
В 1945—1971 годах — звеньевая льноводческого звена колхоза имени Володарского Могилёвского района. Звание Героя присвоено за успехи по увеличению производительности и заготовок льна.